# Campionati asiatici di ciclismo su strada - Gara in linea femminile Elite
La Gara in linea femminile Elite è uno degli eventi disputati durante i Campionati asiatici di ciclismo su strada. Per la prima volta fu corsa nel 1999. Dal 2001 viene corsa annualmente, con la sola eccezione del biennio 2020-21, quando venne annullata a causa della pandemia da COVID-19.

## Albo d'oro
Aggiornato all'edizione 2023.
| Anno | Vincitore                                        | Secondo                                          | Terzo                                            |
| ---- | ------------------------------------------------ | ------------------------------------------------ | ------------------------------------------------ |
| 1999 | Miho Oki                                         | Yang Limei                                       | Akemi Morimoto                                   |
| 2001 | Kim Yong-Mi                                      | Hoang Thi Thanh Tan                              | Miho Oki                                         |
| 2002 | Yang Limei                                       | Tamamo Nakamura                                  | Jiang Yanxia                                     |
| 2003 | Jiang Yanxia                                     | Zhang Junying                                    | Choi Hye-Kyeong                                  |
| 2004 | Zhang Junying                                    | Chanpeng Nontasin                                | Akemi Morimoto                                   |
| 2005 | You Jin-A                                        | Ni Fenghan                                       | Uyun Muzizah                                     |
| 2006 | Han Song-Hee                                     | Liu Yongli                                       | Lee Min-Hye                                      |
| 2007 | Meng Lang                                        | Noor Azian Alias                                 | Gu Sun-Geun                                      |
| 2008 | Gao Min                                          | Miho Oki                                         | Choi Hye-Kyeong                                  |
| 2009 | Tang Kerong                                      | Hsiao Mei-yu                                     | Natalya Stefanskaya                              |
| 2010 | You Jin-A                                        | Natalya Stefanskaya                              | Jutatip Maneephan                                |
| 2011 | Hsiao Mei-yu                                     | Gu Sun-Geun                                      | Jutatip Maneephan                                |
| 2012 | Hsiao Mei-yu                                     | Gu Sun-Geun                                      | Jutatip Maneephan                                |
| 2013 | Hsiao Mei-yu                                     | Liu Xiaohui                                      | Zhao Na                                          |
| 2014 | Hsiao Mei-yu                                     | Xiao Juan Diao                                   | Gu Sun-Geun                                      |
| 2015 | Huang Ting-ying                                  | Hsiao Mei-yu                                     | Zhao Juan Meng                                   |
| 2016 | Na Ah-reum                                       | Yixian Pu                                        | Mayuko Hagiwara                                  |
| 2017 | Qianyu Yang                                      | Na Ah-reum                                       | Miho Yoshikawa                                   |
| 2018 | Nguyen Thi That                                  | Huang Ting-ying                                  | Chang Yao                                        |
| 2019 | Olga Zabelinskaia                                | Na Ah-reum                                       | Somayeh Yazdani                                  |
| 2020 | non disputata a causa della pandemia da COVID-19 | non disputata a causa della pandemia da COVID-19 | non disputata a causa della pandemia da COVID-19 |
| 2021 | non disputata a causa della pandemia da COVID-19 | non disputata a causa della pandemia da COVID-19 | non disputata a causa della pandemia da COVID-19 |
| 2022 | Nguyen Thi That                                  | Makhabbat Umutzhanovaa                           | Akpeiil Ossim                                    |
| 2023 | Nguyen Thi That                                  | Jiajun Sun                                       | Jutatip Maneephan                                |

## Medagliere
| Pos.   | Nazione       | Oro | Argento | Bronzo | Totale |
| ------ | ------------- | --- | ------- | ------ | ------ |
| 1      | Cina          | 6   | 7       | 2      | 15     |
| 2      | Corea del Sud | 5   | 4       | 5      | 14     |
| 3      | Taipei cinese | 5   | 3       | 1      | 9      |
| 4      | Vietnam       | 3   | 1       | 0      | 4      |
| 5      | Giappone      | 1   | 2       | 5      | 8      |
| 6      | Hong Kong     | 1   | 1       | 1      | 3      |
| 7      | Uzbekistan    | 1   | 0       | 0      | 1      |
| 8      | Kazakistan    | 0   | 2       | 2      | 4      |
| 9      | Thailandia    | 0   | 1       | 4      | 5      |
| 10     | Malaysia      | 0   | 1       | 0      | 1      |
| 11     | Indonesia     | 0   | 0       | 1      | 1      |
| 11     | Iran          | 0   | 0       | 1      | 1      |
| Totale | Totale        | 22  | 22      | 22     | 66     |